# 아서 디그넘
아서 디그넘(Arthur Dignam, 1939년 9월 9일 ~ 2020년 5월 9일)은 오스트레일리아의 배우이다.
로드하우섬에서 태어났다.

## 영화
- 괴델 인컴플리트 (2013년)
- 더 트리 (2010년) - 엉클 잭 역
- 오스트레일리아 (2008년)
- 구름 아래 (2002년)
- 물랑 루즈 (2001년)
- 노스트라다무스의 연인 (1993년)
- 에버래스팅 시크릿 패밀리 (1988년)
- 에덴 로스트 (1988년)
- 버크와 윌스 (1985년)
- 캡틴 인빈서블의 귀환 (1983, The Return of Captain Invincible)
- 스트레인지 비헤비어 (1981년)
- 지미 블랙스미스 (1978년)
- 결투자들 (1977년)
- 악마의 놀이터 (1976년)
- 피터슨 (1974년)
- 비트윈 워즈 (1974년)